# 橙帶藍尺蛾
橙帶藍尺蛾（學名：Milionia basalis），亦名黃帶枝尺蛾，尺蛾科中的一種晝行性飛蛾。常被視為蝴蝶。主要寄主於竹柏或羅漢松等樹木，在校園內常見。偶爾有大發生的現象。